# تروسکاچ
تروسکاچ (به صربی: Troskač) یک منطقهٔ مسکونی در صربستان است که در سوردولیکا واقع شده‌است. تروسکاچ ۳ نفر جمعیت دارد.